# 上海宋家花园
宋家花园，又名宋家老宅，是位于上海市静安区陕西北路369号的一处独立式花园住宅，处于陕西北路以西，南阳路以北，北京西路以南。该住宅曾为宋氏家族所拥有，2005年被列为第四批上海市优秀历史建筑，2006年列入静安区文物保护单位，2014年升级为上海市文物保护单位。

## 历史
住宅原门牌号为西摩路139号，建于1908年，曾是英国人约翰逊·伊索的私宅。1918年5月，牧师宋耀如去世，其妻倪桂珍买下了这处住宅，并举家迁入居住。由于原住宅面积有限不够使用，宋家在住宅西侧进行了一些扩建。1927年12月1日，宋美龄与蒋介石结婚，婚礼分为两场。下午3：05，在宋宅西侧底层的客厅中举行了上半场基督教婚礼，两人交换了戒指。一小时后，又在大华饭店举行了下半场传统婚礼。当时到场的来宾有千余人。婚后两人在宋宅中住了数日，随后前往杭州度蜜月。1931年7月23日，倪桂珍在青岛去世，遗体运回上海并在宋宅的花园中举行了告别仪式。倪桂珍生前与其子女常在此住宅中会面，各路政要、军阀亦时常出入此宅。
1949年3月，宋庆龄将百余名难童安置在该住宅内。7月24日，宋庆龄又在此设立了中国福利基金会托儿所，这是中华人民共和国建国后设立的第一座托儿所。是年年底，托儿所迁往五原路，住宅一度被作为中国福利基金会的临时办公地点，直至1950年中福会迁往常熟路157号为止。1952年，中福会顾问耿丽淑(英語：Talitha Gerlach)来沪，宋庆龄安排他住进了住宅的二楼。1963年，耿丽淑搬迁到愚园路，住宅得以修缮。修缮工程竣工后，住宅被空置。文革爆发后，住宅的一部分被中福会的一名职工占有。此后沈粹缜、张珏等人先后被安排到该住宅中居住。1981年，宋庆龄去世，住宅由中福会代管，作为宋庆龄基金会的办公地点和福利会的老干部活动室使用。20世纪90年代，住宅内的居民逐渐迁出。1996年5月，中福会再次对住宅进行了修缮。2003年，基金会与其理事单位海纳百川公司在此创办“上海宋庆龄爱心会所”，并由后者运营会所。会所实施会员制管理，不对外开放。此举也引发了一些争议。
2005年，宋家花园被列为第四批上海市优秀历史建筑，2006年列入静安区文物保护单位，2014年又升级为上海市文物保护单位。近年来，要求宋家花园开放的呼声愈发强烈。2014年9月30日，会所的租约到期，中福会将建筑收回作为办公场所使用。当年，上海市机关事务局在办理政协委员的提案时声称，其将与中福会沟通协商，逐步实现宋家花园的开放。然而截至2017年，该建筑仍未向公众开放。

## 註解
1. ↑  另有一说认为此住宅是宋耀如在世时买下的，经考证这一说法不正确。
2. ↑   註: